# Allophone
Allophone是主要在加拿大魁北克使用的政治术语，指除加拿大原住民外母语既非英语也非法语的人。在除魁北克以外的加拿大英语区，这个词也有少量使用。与Allophone对应的词为Anglophone和Francophone，分别指母语为英语和法语的人。

## 词源
Allophone源于希腊语词根allo和phone，分别意为「其它的」和「声音」。这个词在20世纪60年代魁北克社会完成寂静革命后流行起来。在革命之前，加拿大的新移民通常选择融入英语社区。寂静革命之后，魁北克人身份意识加强，通过一系列法律保护魁北克的法语和法裔文化，这些政策使得生活在魁北克的新移民融入法语社区。由于魁北克法裔生育率下降，为了保证法语在魁北克省的活力，魁北克政府必须保证新移民学习法语，于是统计人员设计Allophone这一项以统计新移民选择融入英语或法语社区。

## 人口统计
| 语言            | 人数    |
| --------------- | ------- |
| 1. 意大利语     | 124,820 |
| 2. 阿拉伯语     | 108,105 |
| 3. 西班牙语     | 108,790 |
| 4. 汉语族诸语言 | 63,415  |
| 5. 希腊语       | 41,845  |
| 6. 葡萄牙语     | 34,710  |
| 7. 越南语       | 25,370  |
| 8. 德语         | 17,855  |
| 9. 波兰语       | 17,305  |
| 10. 旁遮普语    | 11,905  |
| 11. 他加禄语    | 11,785  |
| 12. 乌克兰语    | 5,395   |
| 13. 荷兰语      | 3,620   |

Allophone是魁北克人口增长的重要部分。Allophone人口的快速增长反应了移民的高生育率和英裔魁北克人及法裔魁北克人生育率的下降，以及主要移民来源由原来的英语国家变为亚洲国家和拉丁美洲国家。1971年，Allophone占魁北克人口的6.6%，至2001年，Allophone比例增长至10.0%。操阿拉伯语、西班牙语和海地克里奥尔语的族群增长最为迅速。
选择学习法语的Allophone人口持续增加。据2001年人口统计，20.4%的Allophone在家主要说法语，相比1996年的16.6%和1991年的15.4%，学习法语的Allophone人口明显增加。绝大多数Allophone居住在魁北克第一大都会区大蒙特利尔。但是在1990年代，由于魁北克经济衰退，不少Allophone迁离魁北克。在1996年到2001年的人口统计间隔，一共有19,170的Allophone迁出魁北克，其中18,810人迁入邻近的安大略。